# 1934 في اليابان
فيما يلي قوائم الأحداث التي وقعت خلال عام 1934 في اليابان.

## سياسة

### انتهاء فترة المنصب
- 8 يوليو – سايتو ماكوتو رئيس وزراء اليابان.

## مواليد

### مارس
- 3 مارس – ياسو تاكاموري لاعبو كرة قدم يابانيون.
- 13 مارس – اكيرا أونو فنان ياباني.

### أبريل
- 8 أبريل – كيشو كوروكاوا
- 21 أبريل – كينزو أوهاشي لاعب كرة قدم ياباني.
- 21 أبريل – ماساو كينيتشي لاعبو كرة قدم يابانيون.

### مايو
- 25 مايو – كينجي يونيكورا ملاكم ياباني.
- 29 مايو – يوشياكي تسوتسومي رائد أعمال ياباني.

### يونيو
- 8 يونيو – ميكيو أوكي سياسي ياباني.
- 17 يونيو – أكيرا هاسيغاوا

### يوليو
- 5 يوليو – يوشيو فوروكاوا لاعبو كرة قدم يابانيون.

### أغسطس
- 13 أغسطس – جيويي ماتسوموتو لاعب كرة قدم ياباني.

### سبتمبر
- 22 سبتمبر – آبي أكيرا

### أكتوبر
- 20 أكتوبر – ميتشيكو

### نوفمبر
- 16 نوفمبر – هيساشي إينوي كاتب مسرحي ياباني.

## وفيات

### يناير
- 1 يناير – بونزو هياتا (مواليد 1874) عالم نبات ياباني.
- 9 يناير – هاكارو هاشيموتو (مواليد 1881)

### مايو
- 30 مايو – هيهاتشيرو توغو (مواليد 1848) ضابط ياباني.